# Eolide

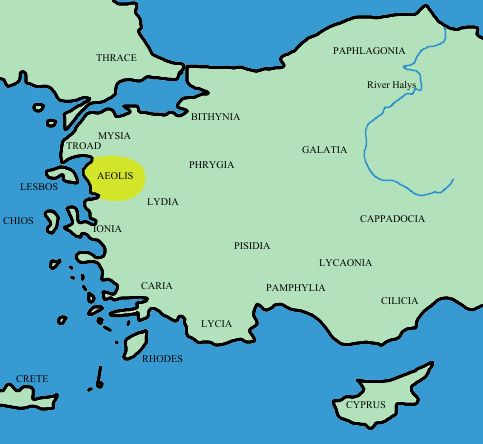
Mappa dell'Asia Minore, Eolide in giallo

L'Eolide (greco: Αἰολίς, Aiolís) o Eolia (greco: Αἰολία, Aiolía) è una regione storica dell'Asia Minore, tra l'imbocco dell'Ellesponto e la foce dell'Ermo (l'attuale Gediz).

## Geografia
L'Eolide, lungo la costa occidentale dell'Asia Minore, era abitata da Greci che parlavano il dialetto eolico. Si estendeva lungo le coste del Mar Egeo dall'Ellesponto a nord (attuale Stretto dei Dardanelli) fino al fiume Ermo (ora Gediz) a sud. Il nome "Eolide" era collegato a quello degli Eoli, i quali sarebbero migrati dalla Tessaglia e dalla Beozia, regioni della Grecia settentrionale, attorno all'XI secolo a.C.
In ogni modo, l'Eolide è una unità etnica e linguistica, più che geografica. La regione fu considerata spesso parte della più vasta regione della Misia.

## Storia

Particolare della costa anatolica, con gli insediamenti eolici, ionici e dorici

I primi insediamenti di Eoli provenienti dalla Tessaglia e dalla Beozia sarebbero avvenuti attorno al XII secolo a.C. nelle isole di Lesbo e Tenedo e sul continente asiatico, tra la Troade e la Ionia. A seconda della loro posizione geografica, Erodoto classificava le città dell'Eolide in tre gruppi: 
- la Dodecapoli, le dodici città più antiche a sud
- le città del monte Ida, di fondazione più recente, attorno al VII secolo a.C.
- le città insulari: Tenedo, Ecatonneso, Metimna e Mitilene (a Lesbo) e Chio.

Nell'antichità, dall'VIII secolo a.C., le dodici più importanti città dell'Eolide (Dodecapoli) erano indipendenti e formavano forse una anfizionia:
- Cuma eolica
- Larissa
- Neontico
- Temno
- Cilla
- Nozio
- Egiressa
- Pitane
- Ege
- Mirina
- Grinio
- Smirne

La più celebre delle città era Smirne (attuale Izmir, Turchia), che tuttavia nel 699 a.C. entrò a far parte della Lega ionia. Erodoto afferma che erano dodici anche gli insediamenti eolici nella Grecia continentale.
Tranne Mitilene, una città la cui prosperità era legata in parte al commercio, l'Eolia era un paese agricolo e venne pertanto oscurato sia dal punto di vista politico che da quello economico dalla vicina Ionia. Le città rimanenti furono conquistate da Creso, re della Lidia, il quale regnò dal 560 al 546 a.C.; più tardi furono tenute in successione da Persiani, Macedoni, Seleucidi, e dal Regno di Pergamo. Attalo III, l'ultimo re di Pergamo, nel 133 a.C. lasciò in eredità l'Eolide a Roma. Poco dopo l'Eolide entrò a far parte della provincia romana dell'Asia. Con la divisione dell'Impero romano (395 d.C.), l'Eolide fu assegnata all'Impero romano d'oriente; fece quindi parte dell'Impero bizantino fino a metà del XV secolo, quando gli ottomani occuparono la regione.

## Cultura
L'Eolide è stata una regione in cui sono nati alcuni fra i più grandi poeti. Dopo aver dato vita alla poesia epica (basti ricordare il solo Omero), divenne essenzialmente il paese della poesia lirica, in cui eccelsero Alceo e Saffo.